# Wanderoe
De wanderoe, baardaap of leeuwenstaartmakaak (Macaca silenus) is een enkel in India voorkomende soort makaak. Hij is nauw verwant aan de lampongaap (Macaca nemestrina). De wetenschappelijke naam van de soort werd in 1758 als Simia silenus gepubliceerd door Carl Linnaeus.

## Kenmerken
De wanderoe is een middelgrote aap. Hij heeft een grijzig zwarte vacht met grote, grijze bakkebaarden die in een krans van grijze manen rond het gezicht lopen. Hieraan dankt het dier de alternatieve naam "baardaap". De staart is middellang met een pluim aan het einde, als bij een leeuw. De wanderoe wordt 46 tot 61 centimeter lang, de staart 25 tot 38 centimeter lang. Vrouwtjes wegen gemiddeld 6,1 kilogram, mannetjes 8,9 kilogram.

## Leefwijze
De wanderoe is een dagdier. Hij leeft voornamelijk in kleine groepjes van 4 tot 34 individuen (meestal echter tien tot twintig dieren), waaronder één tot drie volwassen mannetjes. Hij houdt zich het liefst op in de boomkruinen, en komt, anders dan andere makaken, zeer zelden op de grond. De wanderoe eet het liefst vruchten en insecten.

## Voortplanting
De wanderoe kent een draagtijd van 180 dagen, waarna één jong geboren wordt. Vrouwtjes zijn geslachtsrijp na vijf jaar, mannetjes pas na acht jaar.

## Bedreiging
De wanderoe is de meest bedreigde makakensoort. Door vernietiging van het leefgebied voor mijnbouw, wegenbouw, stuwdammen, landbouw en houtkap zijn de populaties van deze apensoort versnipperd geraakt, waardoor inteelt en ziektes een belangrijke bedreiging voor het voortbestaan van de soort vormen. Ook wordt er op de wanderoe gejaagd voor het vlees. Doordat het dier vrij laat geslachtsrijp wordt en zich slecht aan kan passen aan menselijke nederzettingen, is het extra gevoelig voor verstoring. Tegenwoordig leven er niet meer dan 2500 van deze apen in het wild.

## Verspreiding
De wanderoe komt enkel voor in dichte, op berghellingen groeiende tropische regenwouden in de West-Ghats, Zuidwest-India, op een 100 tot 1800 meter hoogte.

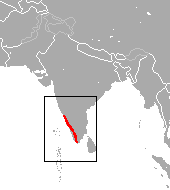
Verspreidingsgebied